# Sandra Bernhard
Sandra Bernhard, född 6 juni 1955 i Flint, Michigan, är en amerikansk komiker och skådespelerska.

## Roller i urval
- 1982 – King of Comedy
- 1985 – Alfred Hitchcock presenterar (TV-serie) (1 avsnitt)
- 1985 – Sesam slår till igen
- 1991 – Höken är lös
- 1991–1997 – Roseanne (TV-serie) (34 avsnitt)
- 1997 – Ally McBeal (TV-serie) (2 avsnitt)
- 1998 – Wrongfully Accused
- 1998–1999 – Herkules (TV-serie) (röst, 46 avsnitt)
- 2001–2002 – Will & Grace (TV-serie) (2 avsnitt)
- 2018–2022 – American Horror Story (TV-serie) (11 avsnitt)
- 2025 – Severance (TV-serie) (2 avsnitt)
- 2025 – Marty Supreme